# Sister City (Parks and Recreation)
«Sister City» es el quinto episodio de la segunda temporada de Parks and Recreation, y el undécimo episodio general de la serie. Originalmente se emitió en NBC en los Estados Unidos el 15 de octubre de 2009. En el episodio, Leslie da la bienvenida a una delegación de Venezuela, que actúa irrespetuosamente hacia Pawnee y los Estados Unidos.
El episodio fue escrito por Alan Yang y dirigido por el cocreador de la serie Michael Schur. Presentó al actor de Saturday Night Live, Fred Armisen, en una aparición como Raúl, el jefe de la delegación venezolana. De acuerdo a Nielsen Media Research, el episodio fue visto por 4,69 millones de espectadores. El episodio recibió críticas generalmente positivas.

## Trama
Leslie (Amy Poehler) y el departamento de parques de Pawnee se preparan para una visita de funcionarios del departamento de parques de Boraqua, la ciudad hermana de Pawnee en Venezuela. Leslie advierte a sus compañeros de trabajo que los funcionarios del gobierno venezolano probablemente serán gente pobre y sencilla. Más tarde, llega la delegación venezolana, encabezada por el subdirector del departamento de parques, Raúl Alejandro Bastilla, Pedro de Veloso de Morana, el vicepresidente Ejecutivo del Diputado del Departamento de Parques, L.G.V. (Fred Armisen). Hay enfrentamientos culturales de inmediato, como cuando confunden a Tom (Aziz Ansari), con un criado y le ordenan que lleve sus maletas. También creen erróneamente que pueden elegir a cualquier mujer para tener relaciones sexuales; todos ellos favorecen a Donna (Retta). Raúl y Leslie intercambian regalos durante una fiesta de encuentro, donde Raúl y los venezolanos actúan de forma inadecuada hacia los residentes de Pawnee, haciendo comentarios ofensivos sobre la ciudad y burlándose de los regalos que Leslie les da. Siguen dando órdenes a Tom, quien lo sigue porque le dan grandes propinas en efectivo.
El pasante venezolano Jhonny (JC González) se enamora de Abril (Aubrey Plaza), quien le convence de que es temida y muy poderosa. Mientras tanto, Leslie les dice a los venezolanos que está tratando de recaudar 35.000 dólares para llenar un pozo para hacer un parque. Raúl y sus colegas comienzan a reír, diciéndole que tienen tanto dinero del petróleo, que pueden construir lo que quieran. Leslie, cada vez más molesta con los venezolanos, decide llevarlos al parque más bonito de Pawnee con la esperanza de impresionarlos. En cambio, están disgustados, y Raúl confunde el parque con el hoyo mencionado. Leslie más tarde los lleva a una reunión pública para mostrarles la democracia en acción, pero todos los ciudadanos hacen preguntas con tono molesto a Leslie. Un poco impresionado Raúl se pregunta dónde están los guardias armados para llevar a los manifestantes a la cárcel. Cuando Raúl le cuenta a Leslie que viven como reyes en Venezuela y no responden a nadie; explotan de rabia, insultando sus uniformes y a Hugo Chávez. Los venezolanos estallan.
Leslie convoca una reunión y se disculpa con Raúl, quien a su vez se disculpa también y le ofrece a Leslie un cheque por $ 35,000 para llenar el hoyo. Leslie teme que puede ser "dinero sucio", pero acepta. Durante una oportunidad para fotografiar, Raúl instala una cámara de video y le pide a Leslie que diga "Viva Venezuela" y "Viva Chávez". Contra sus deseos, Leslie lo hace a regañadientes. Cuando Raúl comienza a hablar español a la cámara, Leslie le pide a April que traduzca, y aprende que Raúl está discutiendo su "Comité para Humillar y Avergonzar a América". Leslie  furiosa desgarra el cheque de $ 35,000 y grita "Viva América", lo que incita a Raúl a declarar que Pawnee ya no es su ciudad hermana. Leslie insiste en que conseguirá el dinero para construir el parque sin ellos y Tom, inspirado en su ejemplo, pone en secreto todo el dinero que le dieron  los venezolanos en el frasco de donaciones del parque. El episodio termina con Leslie y Tom, recibiendo un video en línea de Abril, quien les dice que ella y Donna están de vacaciones con Jhonny (JC González) en su palacio venezolano, que es vigilado por guardias armados.

## Producción
"Sister City" fue escrito por Alan Yang y dirigido por el cocreador de la serie Michael Schur. En el episodio participó el comediante Fred Armisen en una aparición como Raúl, el subdirector de un departamento de parques venezolanos. Armisen fue miembro del elenco del programa de comedia NBC, Saturday Night Live, donde trabajó anteriormente con el cantante Poehler y el escritor Schur. Armisen ha interpretado a personajes venezolanos antes y previamente imitó al presidente de Venezuela Hugo Chávez en Saturday Night Live. . Armisen dijo que se metió en el personaje pensando en su tío, que es de Venezuela. Pero dijo que no era una actuación difícil debido a que "la mayor parte del chiste es el uniforme", que incluía una chaqueta de estilo militar con medallas, una boina roja y un fajín con los colores de la bandera de Venezuela. El uniforme también incluía un sello ficticio diseñado por Schur, que incluía una imagen de Chávez, ametralladoras, una torre de petróleo, un león y un loro.
Schur dijo del complot del episodio: "Ellos están muy confundidos porque en Venezuela el gobierno es tan poderoso, su departamento de parques viaja con escoltas militares y carreras de automóviles, y tienen todo el dinero en el mundo por su petróleo y ellos no entienden por qué el departamento de parques de Pawnee es tan pobre."  Armisen dijo que se reía tan pronto como leyó el guion, y lo encontró aún más divertido durante la lectura de la tabla con el yeso. Después de trabajar con Armisen, Rashida Jones lo describió como "una de las personas más divertidas del planeta".
Dentro de la primera semana de la emisión original del episodio, tres escenas que fueron eliminadas de "Sister City" se pusieron a disposición en el sitio web oficial de Parks and Recreation. En el primer clip de 100 segundos, Ron habla de su odio por el socialismo, y Raúl dice que le teme a Ron por su bigote, lo que lo hace "acobardarse por el miedo" (repetidamente diciendo la palabra bigote). En el segundo minuto de duración, Raúl habla de las medallas que recibió por sus logros relacionados con los parques, incluyendo "acabar con la gente haciendo discursos en los parques", "organizar la basura para que no esté en todo el lugar" y "mirar las hojas". En el tercer clip de 100 segundos, Raúl y los venezolanos se preguntan por qué Leslie no tiene una gigantesca pintura al óleo en su oficina. Después de su última discusión con Leslie, Tom se niega a seguir las órdenes de Raúl de abrir la puerta para él, y Raúl tiene problemas para abrirla porque "ha pasado un tiempo desde que he hecho esto".